# Andréi Sóbolev
Andréi Andréyevich Sóbolev –en ruso, Андрей Андреевич Соболев– (Tashtagol, 27 de noviembre de 1989) es un deportista ruso que compite en snowboard, especialista en las pruebas de eslalon paralelo. Su hermana Natalia también compite en snowboard.
Ganó cuatro medallas en el Campeonato Mundial de Snowboard entre los años 2015 y 2021.

## Medallero internacional
| Campeonato Mundial | Campeonato Mundial     | Campeonato Mundial | Campeonato Mundial       |
| Año                | Lugar                  | Medalla            | Competición              |
| ------------------ | ---------------------- | ------------------ | ------------------------ |
| 2015               | Kreischberg (Austria)  | Medalla de oro     | Eslalon gigante paralelo |
| 2015               | Kreischberg (Austria)  | Medalla de plata   | Eslalon paralelo         |
| 2017               | Sierra Nevada (España) | Medalla de bronce  | Eslalon paralelo         |
| 2021               | Rogla (Eslovenia)      | Medalla de bronce  | Eslalon gigante paralelo |